# 黒田治宗
黒田 治宗（くろだ はるむね、生没年不詳）は、日本の戦国時代の武将。赤松氏の家臣黒田宗政の長男。通称などは不詳。子は黒田治重（長男）、不詳（次男）、山中貞幸（三男）。出雲の戦国武将山中幸盛の曾祖父。墓所・法号についても不詳である。

## 生涯
播州黒田家の祖である黒田宗信は赤松則村に従い功をあげた為に、播州多可郡に知行を受けて移住し黒田城を築城した。黒田宗信から3代の後、祖父である黒田政宗は嘉吉の乱に赤松氏に従い戦死し、父である黒田宗政も伊勢へ逃れた後、山名宗全と戦い戦死した。この時、黒田治宗は4歳であり幼かった為、播州の山中村へ隠れ住み、山中志賀之介と称していた。明応年間に長じて別所則治に所属し、これをもりたてて、再び黒田家を再興し黒田城も回復し、黒田出羽守治宗と称したとされる。出雲山中家は三男の山中貞幸より始まったが、それ以外の詳しいことは殆んど不明である。